# WTA Finals 2021 - Doppio
Il doppio del WTA Finals 2021 è un torneo di tennis facente parte del WTA Tour 2021.
Tímea Babos e Kristina Mladenovic erano le detentrici del titolo ma non si sono qualificate.
In finale Barbora Krejčíková e Kateřina Siniaková hanno sconfitto Hsieh Su-wei e Elise Mertens con il punteggio di 6-3, 6-4.

## Giocatrici
1. Barbora Krejčíková /  Kateřina Siniaková (Campionesse)
2. Shuko Aoyama /  Ena Shibahara (Semifinale)
3. Hsieh Su-wei /  Elise Mertens (Finale)
4. Nicole Melichar-Martinez /  Demi Schuurs (Semifinale)

1. Samantha Stosur /  Zhang Shuai (Round robin)
2. Alexa Guarachi /  Desirae Krawczyk (Round robin)
3. Darija Jurak /  Andreja Klepač (Round robin)
4. Sharon Fichman /  Giuliana Olmos (Round robin)

### Riserve
1. Nadežda Kičenok /  Raluca Olaru (non hanno giocato)

1. Marie Bouzková /  Lucie Hradecká (non hanno giocato)

## Tabellone

### Legenda
| - Q = Qualificato - WC = Wild card - LL = Lucky loser | - ALT = Alternate - SE = Special Exempt - PR = Protected Ranking | - w/o = Walkover - r = Ritirato - d = Squalificato |

### Fase finale
|  | Semifinali | Semifinali                            | Semifinali                 | Semifinali | Semifinali |  |  | Finale | Finale                                | Finale                                | Finale | Finale |  |
|  |            |                                       |                            |            |            |  |  |        |                                       |                                       |        |        |  |
|  | 1          | Barbora Krejčíková Kateřina Siniaková | 3                          | 6          | [10]       |  |  |        |                                       |                                       |        |        |  |
|  | 4          | Nicole Melichar-Martinez Demi Schuurs | 6                          | 3          | [6]        |  |  | 1      | Barbora Krejčíková Kateřina Siniaková | Barbora Krejčíková Kateřina Siniaková | 6      | 6      |  |
|  | 3          | Hsieh Su-wei Elise Mertens            | Hsieh Su-wei Elise Mertens | 6          | 6          |  |  | 3      | Hsieh Su-wei Elise Mertens            | Hsieh Su-wei Elise Mertens            | 3      | 4      |  |
|  | 2          | Shuko Aoyama Ena Shibahara            | Shuko Aoyama Ena Shibahara | 2          | 2          |  |  |        |                                       |                                       |        |        |  |

### Gruppo El Tajín
|   |                                       | Krejčíková Siniaková | Hsieh Mertens | Guarachi Krawczyk   | Fichman Olmos    | RR V-P | Set V-P    | Game V-P    | Classifica |
| 1 | Barbora Krejčíková Kateřina Siniaková |                      | 6–3, 6–1      | 5-7, 7-6(3), [10-7] | 6–4, 6–1         | 2–1    | 6–1 (100%) | 37–22 (63%) | 1          |
| 3 | Hsieh Su-wei Elise Mertens            | 3–6, 1–6             |               | 7–6(3), 6–2         | 6-4, 7-6(3)      | 2–1    | 4–2 (67%)  | 30–30 (50%) | 2          |
| 6 | Alexa Guarachi Desirae Krawczyk       | 7-5, 6(3)-7, [7-10]  | 6(3)–7, 2–6   |                     | 0–6, 6–3, [11–9] | 1–2    | 3–4 (43%)  | 28–35 (44%) | 3          |
| 8 | Sharon Fichman Giuliana Olmos         | 4–6, 1–6             | 4-6, 6(3)-7   | 6–0, 3–6, [9–11]    |                  | 0–3    | 1–6 (14%)  | 24–32 (43%) | 4          |

La classifica viene stilata in base ai seguenti criteri: 1) Numero di vittorie; 2) Numero di partite giocate; 3) Scontri diretti (in caso di due giocatori pari merito); 4) Percentuale di set vinti o di game vinti (in caso di tre giocatori pari merito); 5) Decisione della commissione

### Gruppo Tenochtitlán
|   |                                       | Aoyama Shibahara | Melichar-Martinez Schuurs | Stosur Zhang                 | Jurak Klepač            | RR V-P | Set V-P   | Game V-P    | Classifica |
| 2 | Shuko Aoyama Ena Shibahara            |                  | 6–4, 7–6(5)               | 6-4, 3-6, [7-10]             | 6–0, 6–4                | 2–1    | 5–2 (71%) | 34–25 (58%) | 1          |
| 4 | Nicole Melichar-Martinez Demi Schuurs | 4–6, 6(5)–7      |                           | 6–2, 6–2                     | 6-4, 3-6, [10-2]        | 2–1    | 4–3 (57%) | 32–27 (54%) | 2          |
| 5 | Samantha Stosur Zhang Shuai           | 4-6, 6-3, [10-7] | 2–6, 2–6                  |                              | 7–6(10), 6(4)–7, [5–10] | 1–2    | 3–5 (37%) | 28–35 (44%) | 4          |
| 7 | Darija Jurak Andreja Klepač           | 0–6, 4–6         | 4-6, 6-3, [2-10]          | 6–7(10–12), 7–6(7–4), [10–5] |                         | 1–2    | 3–4 (43%) | 28–35 (44%) | 3          |

La classifica viene stilata in base ai seguenti criteri: 1) Numero di vittorie; 2) Numero di partite giocate; 3) Scontri diretti (in caso di due giocatori pari merito); 4) Percentuale di set vinti o di game vinti (in caso di tre giocatori pari merito); 5) Decisione della commissione